# Det bästa med Black Jack
Det bästa med Black Jack är ett samlingsalbum från 2008 av det svenska dansbandet Black Jack, med 40 av deras populäraste låtar. (Släpptes den 17/9.)

## Låtlista
1. Inget stoppar oss nu "Inatt inatt"
2. Oh,_Pretty_Woman
3. Om det känns rätt
4. Corrine Corrina
5. Ingen så vacker som du
6. Rock'n'roll är du
7. Förälskad
8. Får jag låna din fru ikväll
9. Sandy
10. Jag kan höra hur ditt hjärta slår
11. Dansa hela natten
12. Du är vinden
13. Seasons in the sun
14. Ma-Ma-Marie
15. Månen i min hemby
16. Breaking up is hard to do
17. Save the last dance for me
18. Kärleken finns just nu
19. Lucky lips
20. Diana
21. Torka tåren
22. En gång till
23. Girl on a swing
24. 500 miles
25. Etthundra rosor
26. Save me
27. Last date
28. Ge mig en chans
29. Cannibals
30. Tell Larua I love her
31. Gjorda för varandra
32. Stand by me
33. Only sixteen
34. Raring
35. Nu är det lördag
36. I saw Linda yesterday
37. Fina flickor
38. Så nära havet
39. Before the next teardrop falls
40. Sista dansen